# ميشيل أندريه (متزلج جماعي)
ميشيل أندريه (بالفرنسية: Michel André)‏ هو متزلج جماعي فرنسي، ولد في 2 سبتمبر 1970 في باريس في فرنسا.

## وصلات خارجية
- ميشيل أندريه على موقع اللجنة الأولمبية الدولية (الإنجليزية)
- ميشيل أندريه على موقع أوليمبيديا (الإنجليزية)